# درگیری در سلول ۹۹
درگیری در سلول ۹۹ (به انگلیسی: Brawl in Cell Block 99) یک فیلم آمریکایی در ژانر زندان، دلهره‌آور و نئو-نوآر محصول ۲۰۱۷ به نویسندگی و کارگردانی اس کریگ زالر است. بازیگران اصلی فیلم وینس وان، جنیفر کارپنتر، دان جانسون، فیلیپ اتینگر و اودو کیر هستند.

## تولید
وینس وان برای سکانس‌های اکشن و جنگی فیلم ورزش کرد و تحت آموزش قرار گرفت. فیلمبرداری در استتن آیلند در شهر نیویورک بین آگوست تا اکتبر ۲۰۱۶ با بودجه تولید ۴ میلیون دلار انجام شد.

## داستان
فیلم دربارهٔ مردی‌است به نام بردلی تامس (با بازی وینس وان) که پس از اخراج از کارش و مشاهدهٔ خیانت همسرش به جابه‌جایی مواد مخدر می‌پردازد و اینگونه می‌تواند با بهبود اقتصاد رابطهٔ زناشوی‌اش را ترمیم کند. همسر او نیز باردار می‌شود. ولی بردلی در حادثه‌ای گیر افتاده به هفت‌سال زندان محکوم می‌شود. در زندان باخبر می‌شود که همسرش را گروگان گرفته‌اند و او را ناچار می‌کنند به یک بخش امنیتی زندان رخنه کرده و در برابر نجات جان همسر و فرزندش فردی را بکشد.

## انتشار فیلم
این فیلم در تاریخ ۶ اکتبر ۲۰۱۷ در سینماها و به صورت دیجیتالی و ویدیویی در تاریخ ۱۳ اکتبر ۲۰۱۷ توسط آرال‌جی‌ای فیلمز اکران شد. این فیلم عمدتاً نقدهای مثبتی از جمله ستایش از عملکرد وان و سبک گریندهاوس دهه ۱۹۷۰ دریافت کرد و رسانه‌ها آن را به عنوان یکی از بهترین فیلم‌های سال عنوان کردند.